# Piracicaba

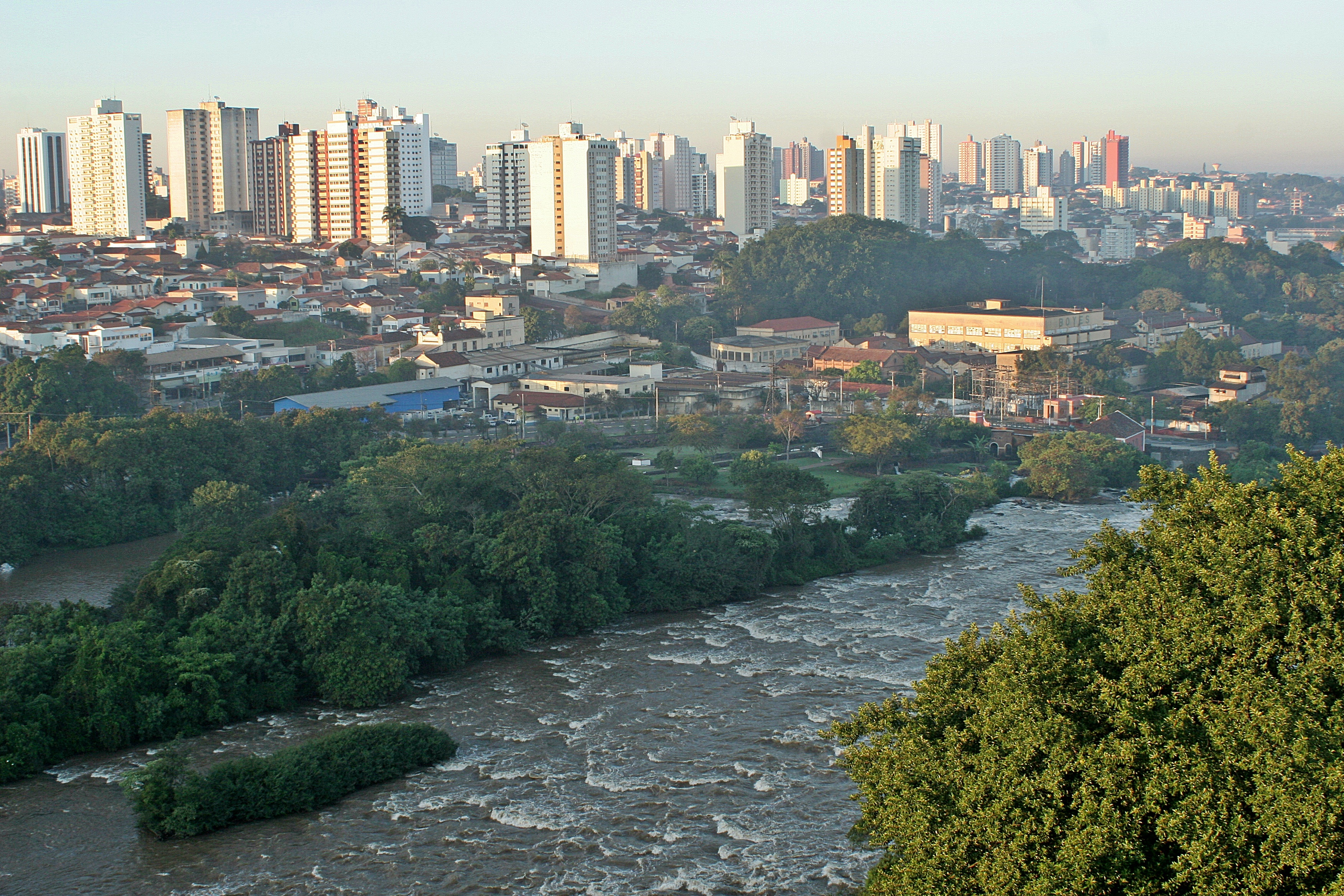
Piracicaba.

Piracicaba este un oraș în São Paulo (SP), Brazilia.